# Maliattha stolasa
Maliattha stolasa là một loài bướm đêm trong họ Noctuidae.